# ضرب شست
ضرب شست فیلمی سیاه و سفید به کارگردانی و نویسندگی موسی افشار محصول سال ۱۳۴۸ خورشیدی است.

## خلاصه داستان
مردي چون حاضر نمي شود در ماجرايي شهادت دروغ بدهد تبهكاران از راه انتقامجويي، در ماجرايي ساختگي او را متهم مي‌كنند. مرد محكوم به اعدام مي‌شود. پسر او به همراه دختر مورد علاقه اش در جستجوي مدرك مطمئنی جهت رهايي پدر برمي آيند. سرانجام پس از يك سلسله تعقيب و گريز قاتل اصلي را شناسايي كرده و او را تحويل پليس داده و پدر را از طناب دار نجات مي دهند.

## بازیگران
اسامی بازیگران به ترتیب نمایش در عنوان‌بندی آغازین فیلم :
1. محمدرضا فاضلی
2. سهیلا (ثریا بکیاسا)
3. کامی کسروی
4. اکبر هاشمی
5. صابر آتشین
6. ماشین‌چیان
7. لادن
8. اسداله یکتا
9. ملکوتی
10. [محمود] مجلل
11. بدیعی
12. [حسین] شهاب
13. محمد مصطفی جاویدان
14. فرهادی
15. تبریزی
16. پیراسته
17. بزرگمهر
18. حسن غفاری
19. حسین جهانگیری
20. طوفان
21. سعید یکتا
22. خوشبخت
23. بیات

## نمایش فیلم
فیلم ضرب شست برای بار نخست در تاریخ چهارشنبه اول بهمن دی ۱۳۴۸ در سیزده سینما در تهران به نمایش درآمد . این فیلم جایگزین فیلم قیصر در گروه سینمایی مولن‌روژ شد .
سینماهای نمایش‌دهنده فیلم ضرب شست در تهران در گروه سینمایی مولن‌روژ شامل ۱۳ سینمای مولن روژ، دیانا، رکس، مهتاب، شهوند، نپتون، لیدو، اسکار، همای،‌ پاسارگاد، ارانوس، رنگین‌کمان و شرق بودند.
فیلم ضرب شست، پس از یک هفته نمایش در تهران، در گروه سینمایی مولن‌روژ در تاریخ چهارشنبه ۸ بهمن ۱۳۴۸ جای خود را به فیلم امشب دختری می‌میرد (مصطفی عالمیان) داد.